# Regina Schleicher
Regina Schleicher (Wurzburg, 21 maart 1974) is een Duitse voormalig wielrenster. Het hoogtepunt uit haar carrière was het behalen van de wereldtitel op de weg in 2005. Ook won ze diverse wereldbekerwedstrijden als de GP Plouay, de Ronde van Neurenberg en de Trofeo Alfredo Binda en won ze meerdere etappes in de Giro Donne en de Holland Ladies Tour.

## Erelijst

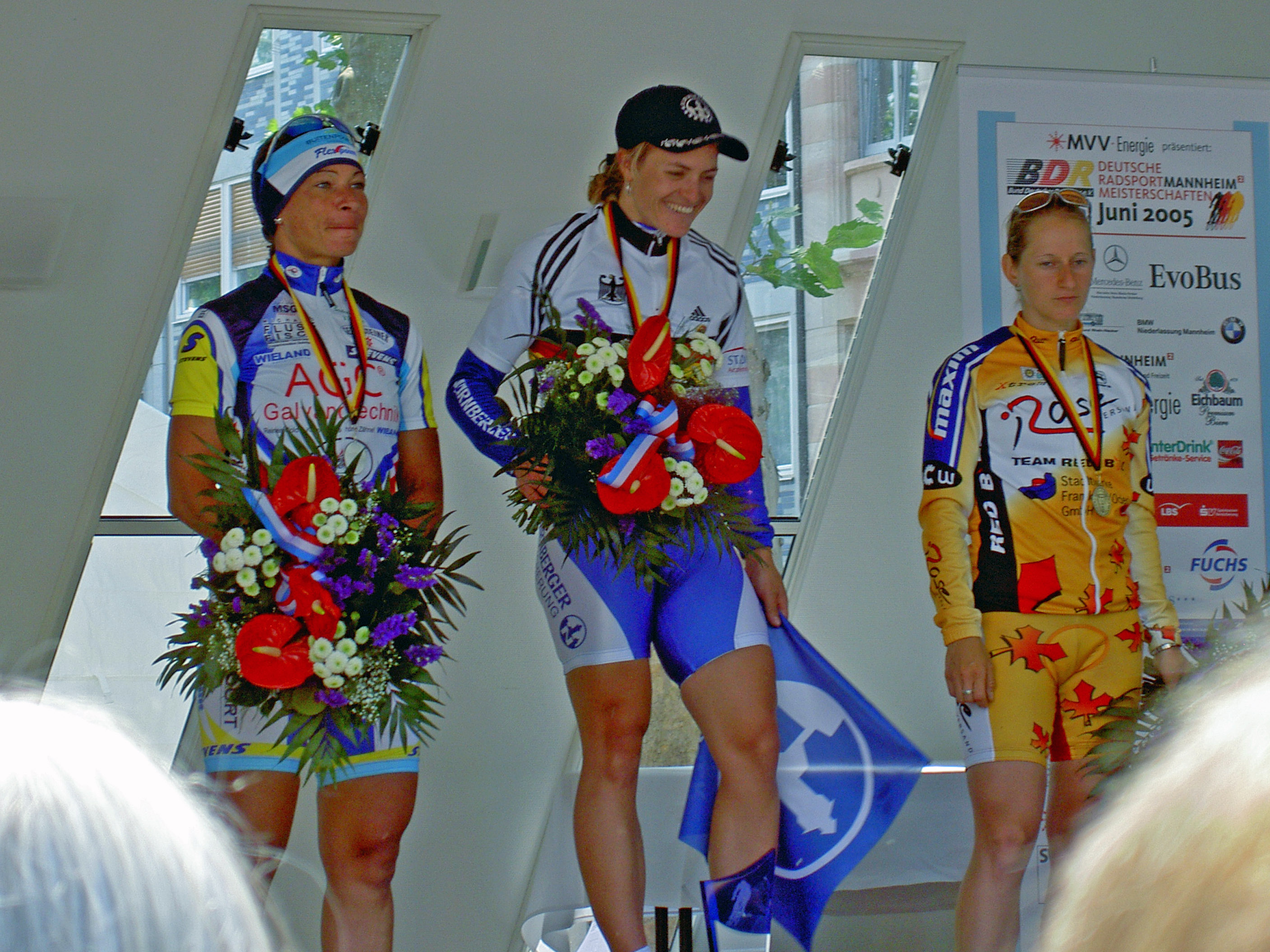
Regina Schleicher op het podium van het Duits kampioenschap op de weg in 2005, tussen Tanja Hennes en Angela Brodtka.

1994
- Duits kampioen wegwedstrijd, Elite

1995
- 2e etappe Gracia Orlová
- Europees kampioene op de weg onder 23

1996
- Sprintklassement Giro d'Italia Donne

2000
- 2e etappe Albstadt-Frauen-Etappenrennen
- 5e etappe Albstadt-Frauen-Etappenrennen
- Rund um die Nürnberger Altstadt

2002
- 5e etappe Giro d'Italia Donne
- WB-wedstrijd GP Castilla y Leon
- WB-wedstrijd GP de Plouay - Bretagne
- 3e in Eindklassement UCI Road Women World Cup

2003
- 4e etappe Giro d'Italia Donne
- 5e etappe Giro d'Italia Donne
- 6e etappe Giro d'Italia Donne
- 7e etappe Giro d'Italia Donne
- 1e etappe Vuelta Castilla y Leon
- GP Carnevale d'Europa

2004
- 1e etappe Vuelta Castilla y Leon
- 4e etappe Le Tour du Grand Montréal
- 3e etappe Giro del Trentino Alto Adige-Südtirol
- 3e etappe Giro d'Italia Donne
- 3e etappe Holland Ladies Tour

2005
- Gran Premio della Liberazione
- 2e etappe Vuelta Castilla y Leon
- 3e etappe Vuelta Castilla y Leon
- Duits kampioen wegwedstrijd, Elite
- 2e etappe Giro d'Italia Donne
- 1e etappe Holland Ladies Tour
- 2e etappe Holland Ladies Tour
- 3e etappe Holland Ladies Tour
- Wereldkampioene op de weg

2006
- Trofeo Alfredo Binda-Comune di Cittiglio
- Liberty Classic
- 2e etappe Giro d'Italia Donne
- 9e etappe Giro d'Italia Donne
- GP Carnevale d'Europa
- 1e etappe Holland Ladies Tour
- 4e etappe deel a Holland Ladies Tour
- WB-wedstrijd Rund um die Nürnberger Altstadt

2007
- Drentse 8 van Dwingeloo
- 1e etappe Le Tour du Grand Montréal
- 2e etappe Le Tour du Grand Montréal
- 2e etappe Thüringen-Rundfahrt der Frauen
- 6e etappe Holland Ladies Tour
- 2e etappe deel b Giro della Toscana

2008
- Gran Premio della Liberazione
- GP GFM Meccanica
- 1e etappe Le Tour du Grand Montréal
- 3e etappe deel b Emakumeen Bira
- 1e etappe Giro del Trentino Alto Adige - Südtirol

2009
- 1e etappe Giro del Trentino Alto Adige - Südtirol

### Resultaten in voornaamste wedstrijden
| Jaar | Milaan-San Remo | Ronde van Vlaanderen | Amstel Gold Race | Trofeo Alfredo Binda | Classic Lorient Agglomération | Ronde van Neurenberg |  | WK op de weg |
| ---- | --------------- | -------------------- | ---------------- | -------------------- | ----------------------------- | -------------------- |  | ------------ |
| 1993 |                 |                      |                  |                      |                               |                      |  | 80e          |
| 1994 |                 |                      |                  |                      |                               |                      |  | 32e          |
| 2000 | 76e             |                      |                  |                      |                               |                      |  |              |
| 2001 | 74e             |                      |                  | 10e                  |                               | Brons                |  |              |
| 2002 | 81e             |                      |                  | Zilver               | Goud                          |                      |  | 13e          |
| 2003 | ↑               |                      | 4e               |                      | 10e                           | Zilver               |  | 63e          |
| 2004 | 4e              | 37e                  |                  |                      | 10e                           | 42e                  |  | opgave       |
| 2005 | 4e              | buit.tijd            |                  |                      | 30e                           | 95e                  |  | ↑            |
| 2006 |                 | opgave               |                  | Goud                 | opgave                        | Goud                 |  | opgave       |
| 2007 |                 | buit.tijd            |                  |                      | 54e                           | Brons                |  |              |
| 2008 |                 | opgave               |                  | 72e                  |                               | 70e                  |  |              |